# William Van Pelt
William Kaiser Van Pelt (* 10. März 1905 in Glenbeulah, Sheboygan County, Wisconsin; † 2. Juni 1996 in Fond du Lac, Wisconsin) war ein US-amerikanischer Politiker. Zwischen 1951 und 1965 vertrat er den Bundesstaat Wisconsin im US-Repräsentantenhaus.

## Werdegang
Noch als Kind kam William Van Pelt mit seinen Eltern nach Fond du Lac, wo er die öffentlichen Schulen besuchte. Im Jahr 1924 beendete er die dortige High School. Von 1939 bis 1952 war er Eigentümer und Betreiber der Firma City Fuel Co. in Fond du Lac. Politisch war Van Pelt Mitglied der Republikanischen Partei. Von 1944 bis 1950 führte er deren Vorsitz im Fond du Lac County. Außerdem war er 1944 Delegierter zur Republican National Convention in Chicago, auf der Thomas E. Dewey als Präsidentschaftskandidat nominiert wurde.
Bei den Kongresswahlen des Jahres 1950 wurde Van Pelt im sechsten Wahlbezirk von Wisconsin in das US-Repräsentantenhaus in Washington, D.C. gewählt, wo er am 3. Januar 1951 die Nachfolge von Frank Bateman Keefe antrat. Nach sechs Wiederwahlen konnte er bis zum 3. Januar 1965 sieben Legislaturperioden im Kongress absolvieren. In diese Zeit fielen unter anderem der Koreakrieg, die Kubakrise und der Beginn des Vietnamkrieges. Außerdem wurden während seiner Zeit im US-Repräsentantenhaus der 22., der 23. und der 24. Verfassungszusatz verabschiedet.
Bei den Wahlen des Jahres 1964 unterlag William Van Pelt dem Demokraten John Abner Race. Danach zog er sich in den Ruhestand zurück, den er in Fond du Lac verbrachte. Er starb am 2. Juni 1996.